# Pamiętnik znaleziony w garbie
Pamiętnik znaleziony w garbie – polsko-kanadyjska tragikomedia z 1992. Saga śląskiej rodziny, obejmująca okres od 1939 do lat 90. z perspektywy Janka Garbusa.

## Obsada aktorska
- Olaf Lubaszenko – młody Antoni/Janek, syn Antoniego
- Edward Linde-Lubaszenko – Antoni
- Bogusław Linda – Ewald, brat Antoniego/uzdrowiciel Hunter
- Marzena Trybała – Maria, żona Antoniego
- Katarzyna Skrzynecka – młoda Maria, żona Ewalda (głos – Marzena Trybała)
- Siergiej Jurskij – profesor Apfelbaum, ojciec Nadii
- Olga Kabo – Nadia Apfelbaum
- Anna Majcher – Lidka, żona Janka
- Andrzej Grabarczyk – Francik, wujek Janka
- Aleksander Miedwiediew – Zdenek, student w Moskwie
- Bernard Krawczyk – Nowotny
- Barbara Babilińska – Greta Nowotny
- Jan Bógdoł – ojciec Antoniego i Ewalda
- Adam Siemion – mały Janek
- Jurij Kuzniecow – pułkownik
- Witalij Ustanow – Malina
- Zoja Buriak – dyżurna metra
- Piotr Warszawski – kierowca Antoniego
- Cezary Pazura – sąsiad Janka w 1981

## Fabuła
Rok 1939. Antoni, brat Ewalda wstępuje do Wehrmachtu i dostaje się na front wschodni. Tam zostaje schwytany i wstępuje do Armii Czerwonej. W 1945 odwiedza Marię w mundurze NKWD i gwałci ją. Wskutek tego na świat przychodzi Janek, który ma garb. Kilka lat po wojnie Ewalda, Marię i Janka odwiedza Antoni – teraz jako działacz partyjny. Proponuje Ewaldowi wsparcie finansowe w zamian za ukorzenie się przed władzą ludową, ale Ewald odmawia. Po jego śmierci Maria wiąże się z Antonim, który stara się ukształtować życie młodego Janka według własnych zamysłów. Chłopakiem wciąż targają wewnętrzne rozterki, co wobec nacisku rodziców i ich mieszaniu się do jego prywatnego życia przysparza mu cierpień.

## Nagrody i nominacje
MFF w Cancun
- Nagroda dla najlepszego aktora – Olaf Lubaszenko